# どんぐりコロコロ
どんぐりコロコロは、鳥取県米子市（旧淀江町）で運行するコミュニティバス。淀江駅を起点とする、4ルートが運行されており、日本交通が運行を担当している。
愛称は特産品のドングリにちなむ。

## 概要
- 料金は以下の通りとなっている。
  - 大人（中学生以上）150円、小学生100円、障害者等50円、幼児は無料。
    - 日本交通及び日ノ丸自動車が発行する路線バス定期券（大人（中学生以上）のみ）を提示すると、運賃が割引（大人（中学生以上）100円）となる。
    - 日本交通及び日ノ丸自動車が発行する70歳以上の高齢者向け路線バス定期券「グランド70」を提示すると、運賃が無料となる。
- 「どんぐりコロコロ」専用回数券（「だんだんバス」には使用できない）
  - 500円券（50円券の11枚綴り）、1,000円券（100円券の11枚綴り）、1,500円券（150円券の11枚綴り）。バス車内・日本交通米子営業所で販売。
- 「どんぐりコロコロ」専用定期券（「だんだんバス」には使用できない）
  - 1か月大人（中学生以上）4,500円、小学生3,000円、障害者等1,500円。バス車内・日本交通米子営業所で販売。
- わいわいパス（米子市内大人（中学生以上）600円、小学生300円、広域大人（中学生以上）1,000円、小学生500円。障害者等の割引はない）
  - デジタルチケットで、平日は10時以降、土休日は終日利用可能（ただし「どんぐりコロコロ」は休日全便運休となるので注意）。
  - ただし、米子市内一日券は日吉津村内区間（イオン東館）では使用できない。大山町内区間（妻木晩田遺跡）は特例で使用可能。
- 鳥取藩乗放題手形（3日間1,800円）でも利用可能。
- なお、他社の一般路線の乗車券類は使用できない。
- また、日吉津村のイオンモール日吉津（イオン東館）、大山町の妻木晩田遺跡にも乗り入れる。
- 運行は日本交通が担当。
- なお、休日及び1月1日 - 1月3日は全便運休となる。
- 鳥取県立白鳳高校の生徒がよく利用する。雨の日などは混雑する。

## 各営業所（車庫）所在地
- 日本交通米子営業所
  - 鳥取県米子市目久美町55

## 沿革
- 2001年9月1日 運行開始。当初は小型バス（日野自動車のリエッセ）1台を使用し、日本交通に運行を委託していた。当初の料金は大人・小学生100円、障害者等50円、幼児は無料で、現金のみの取り扱いであった。
- 2007年10月1日 大人の料金を150円に値上げ（小学生、障害者等、幼児は従来通り）。同時に専用回数券を発売。ジャスコ日吉津ショッピングセンター（現・イオンモール日吉津）への乗り入れに伴い、運行コースを一部変更。
- 2019年4月1日 日本交通の乗務員不足に伴い、事業用有償旅客運送（緑ナンバー）から自家用有償旅客運送（白ナンバー）に変更し、米子市が米子第一交通（第一交通産業グループ）に運行を委託する方式に変更。これに伴い、当面は車両を米子市が保有するマイクロバスに変更[1][2][3][4][5][6]。
- 2020年3月 - 三菱ふそうトラック・バスのローザ（4WD）2台（うち1台は後部リフトつき）を購入[7]。
- 2022年4月1日 運行事業者が米子第一交通から日本交通に変更。

## 現行路線
- 本宮の泉 - 西尾原上 - 富繁 - 稲吉 - 上淀白鳳の丘展示館前 - （妻木晩田遺跡） - 白鳳高校前 - 淀江駅入口 - 淀江駅 - 西原 - 壽城 - 米子東病院 - イオン東館
  - 冬季（12月1日 - 3月31日）は妻木晩田遺跡を経由しない。
- 本宮の泉 - 西尾原上 - 富繁 - 福井入口 - 西原 - 壽城 - 米子東病院 - イオン東館
- 本宮の泉 - 西尾原上 - 富繁 - 福井入口 - 西原 - 中間 - 米子東病院 - イオン東館
- 淀江駅 - 淀江駅入口 - 白鳳高校前 - （妻木晩田遺跡） - 上淀白鳳の丘展示館前 - 稲吉 - 富繁 - 西尾原上 - 富繁 - 福井入口 - 淀江駅入口 - 今津 - 淀江シルバーセンター前 - 西原 - 中間 - 米子東病院 - イオン東館
  - 冬季（12月1日 - 3月31日）は妻木晩田遺跡を経由しない。

## 車両
三菱ふそうトラック・バスのローザ（4WD）2台（うち1台は後部リフトつき）で運行。
2019年3月までは小型バス（日野自動車のリエッセ）1台で運行され、専用車が使用できない場合は、日本交通の一般車両（運行経路に狭隘区間があるため、小型バスに限定）を用いた運行が行われていた。